# Tales from the Crypt (televisieserie)
Tales from the Crypt is een Amerikaanse horror-anthologieserie, die werd uitgezonden van 1989 tot 1996. De serie is gebaseerd op de gelijknamige stripserie van EC Comics. De serie dient niet te worden verward met Tales from the Darkside, een soortgelijke anthologieserie.
Elke aflevering bevatte een apart verhaal, dat werd verteld door een personage genaamd de cryptkeeper. Hoewel de productie begon in de Verenigde Staten, werd het laatste seizoen opgenomen in Engeland.

## Achtergrond
Tales from the Crypt was een van de weinige anthologieseries die, omdat HBO als betaalzender niet hoeft te voldoen aan de eisen van FCC, volledige vrijheid kreeg over de inhoud van de serie. Derhalve kon de serie veel grafisch geweld bevatten dat in andere series verboden was.
De serie was een van de eerste series waarin computereffecten werden toegepast zoals die normaal gebruikelijk waren in films. Zo werden in de aflevering "You, Murderer" acteurs digitaal toegevoegd aan eerder opgenomen beeldmateriaal. Deze aflevering werd geregisseerd door Robert Zemeckis, die dit effect al eerder toepaste in Forrest Gump.
Maar weinig afleveringen waren direct gebaseerd op de verhalen uit de stripserie. In plaats daarvan gebruikte de serie andere strips van EC Comics als inspiratie.

## Bekende acteurs en regisseurs
Aan veel afleveringen werkten bekende acteurs en regisseurs mee. Enkele acteurs die in de serie mee hebben gespeeld zijn: Adam Ant, Hank Azaria, Steve Buscemi, Daniel Craig, Tim Curry, Timothy Dalton, Roger Daltrey, Benicio del Toro, Kirk Douglas, Brad Dourif, Whoopi Goldberg, Bobcat Goldthwait, Marg Helgenberger, Mariel Hemingway, Eddie Izzard, John Lithgow, Dylan McDermott, Meat Loaf, Demi Moore, Malcolm McDowell, Donald O'Connor, Joe Pantoliano, Bill Paxton, Joe Pesci, Brad Pitt, Iggy Pop, Christopher Reeve, Don Rickles, Mimi Rogers, Tim Roth, Martin Sheen, Brooke Shields, Slash, Ben Stein, John Stamos, Mary Ellen Trainor, Jeffrey Tambor, Lea Thompson, Vanity, Sam Waterston, George Wendt, Adam West, Michael J. Fox, Tom Hanks, Kyle MacLachlan en Arnold Schwarzenegger en Treat Williams.
Bekende regisseurs zijn: Robert Zemeckis, Walter Hill, Richard Donner, Howard Deutch, William Friedkin, Tobe Hooper, John Frankenheimer, Russell Mulcahy, Elliot Silverstein, Tom Holland en Freddie Francis.

## Spin-offs
In 1995 verscheen de film Demon Knight, gebaseerd op de serie. In 1996 volgde een tweede film getiteld Bordello of Blood. Geen van deze twee films was succesvol. Een derde film, Ritual, stond gepland voor 2001, maar verscheen uiteindelijk in 2006.
De film The Frighteners van Robert Zemeckis was oorspronkelijk geschreven als een verhaal voor Tales From the Crypt.
In 1993 verscheen de animatieserie Tales from the Cryptkeeper, welke gericht was op kinderen. John Kassir deed ook in deze serie de stem van de Cryptkeeper.
In 1997 kreeg de serie een spin-off getiteld Perversions of Science. Deze serie richtte zich op sciencefiction. De serie liep slechts 1 jaar.

## Reboot
In juli 2011 kondigden Gil Adler en Andrew Cosby aan een nieuwe serie "Tales from the Crypt", echter zonder de beroemde 'cryptkeeper'. Ook wordt het geen anthologieserie, maar krijgt het een doorlopende verhaallijn.